# Горче
Горче (словен. Gorče) је насељено место у општини Дравоград, Корушка регија, Словенија.

## Историја
До територијалне реорганизације у Словенији било је у саставу старе општине Дравоград.

## Становништво
У попису становништва из 2011. године, Горче је имало 138 становника.
| Број становника према пописима | Број становника према пописима | Број становника према пописима |
| ------------------------------ | ------------------------------ | ------------------------------ |
| 1991                           | 2002                           | 2011                           |
| 119                            | 136                            | 138                            |